# Artur Partyka
Artur Jerzy Partyka (Stalowa Wola, 25 juli 1969) is een voormalige Poolse hoogspringer. In de jaren negentig was hij een van de beste atleten in de wereld in deze discipline. Hij won twee olympische medailles, een bronzen en een zilveren, drie medailles op de wereldkampioenschappen en is bovendien twaalfvoudig nationaal kampioen (1989 t/m 2000). Met zijn persoonlijke records van 2,38 m buiten en 2,37 binnen is hij de Poolse recordhouder.

## Biografie

### Successen als junior
Partyka is de zoon van een Poolse moeder en een Algerijnse vader. Reeds als junior blonk hij uit bij het hoogspringen. Hij was zeventien toen hij in 1986 in Nice op de Wereld Gymnasiade, een internationaal multi-sport evenement dat eens in de vier jaar werd georganiseerd door de International School Sport Federation (ISF), het hoogspringen won met een sprong over 2,18 m. Een jaar later werd hij als nauwelijks achttienjarige met 2,19 Europees jeugdkampioen, waarna hij in 1988 ook de wereldtitel bij de junioren veroverde met 2,28. Hij kwalificeerde zich met deze prestatie voor de Olympische Spelen van 1988 in Seoel, zijn eerste seniorwedstrijd. Opnieuw een topprestatie leveren was echter nog net iets te veel gevraagd voor de negentienjarige Pool, die in de kwalificatieronde tot een beste sprong van 2,19 kwam, waarmee hij als elfde in zijn groep eindigde.

### Goud op EK indoor
Partyka won daarna zijn eerste seniorentitel op de Europese indoorkampioenschappen in 1990. Later won hij zilver op de wereldindoorkampioenschappen in 1991. Eerder dat jaar zette hij het Poolse indoorrecord op 2,37.

### Olympisch brons en andere successen
Partyka's tweede deelname aan de Olympische Spelen in Barcelona, in 1992, was succesvoller, want hij won brons met een sprong van 2,34. Op de wereldkampioenschappen in Stuttgart in 1993 eindigde hij als tweede met 2,37 na Javier Sotomayor. Hij won verder zilver op de Europese kampioenschappen van 1994 in Helsinki en brons een jaar later op de WK in Göteborg.

### Zilver op OS en WK
In 1996 boekte Partyka waarschijnlijk zijn grootste succes met een zilveren medaille op de Olympische Spelen in Atlanta na een spannende kamp met Charles Austin. Op de WK van 1997 in Athene werd hij ook tweede.
Zijn laatste internationale prestatie was het goud op de EK van 1998 in Boedapest.

### Einde atletiekloopbaan
Partyka zette een punt achter zijn atletiekloopbaan in 2002. Tegenwoordig is hij atletiekcommentator op de Poolse sportzender Polsat Sport.

## Titels
- Europees kampioen hoogspringen - 1998
- Europees indoorkampioen hoogspringen - 1990, 1998
- Pools kampioen hoogspringen - 1989, 1990, 1991, 1992, 1993, 1994, 1995, 1996, 1997, 1998, 1999, 2000
- Pools indoorkampioen hoogspringen - 1990, 1991, 1993
- Wereldkampioen U20 hoogspringen - 1988
- Europees kampioen U20 hoogspringen - 1987

## Persoonlijke records
| Onderdeel              | Prestatie   | Datum            | Plaats    |
| ---------------------- | ----------- | ---------------- | --------- |
| hoogspringen (outdoor) | 2,38 m (NR) | 18 augustus 1996 | Eberstadt |
| hoogspringen (indoor)  | 2,37 m (NR) | 10 maart 1991    | Sevilla   |

## Palmares

### hoogspringen
Kampioenschappen
- 1986:  ISF Wereld Gymnasiade in Nice - 2,18 m
- 1987:  EK U20 - 2,19 m
- 1988:  WK U20 - 2,28 m
- 1988: 11e in kwal. OS - 2,19 m
- 1989:  Poolse kamp. - 2,16 m
- 1990:  Poolse indoorkamp. - 2,24 m
- 1990:  EK indoor - 2,33 m
- 1990:  Poolse kamp. - 2,32 m
- 1990: 11e EK - 2,24 m
- 1991:  Poolse indoorkamp. - 2,26 m
- 1991:  WK indoor - 2,37 m
- 1991:  Poolse kamp. - 2,24 m
- 1991: 12e WK - 2,24 m
- 1992:  Poolse kamp. - 2,30 m
- 1992:  OS - 2,34 m
- 1993:  Poolse indoorkamp. - 2,26 m
- 1993:  Poolse kamp. - 2,28 m
- 1993:  WK - 2,37 m
- 1994:  Poolse kamp. - 2,26 m
- 1994:  EK - 2,33 m
- 1995:  Poolse kamp. - 2,32 m
- 1995:  WK - 2,35 m
- 1996:  Poolse kamp. - 2,26 m
- 1996:  OS - 2,37 m
- 1997:  Poolse kamp. - 2,32 m
- 1997:  WK - 2,35 m
- 1998:  EK indoor - 2,31 m
- 1998:  Poolse kamp. - 2,23 m
- 1998:  EK - 2,34 m
- 1999:  Poolse kamp. - 2,30 m
- 2000:  Poolse kamp. - 2,22 m

Golden League-podiumplaatsen
- 1998:  Bislett Games - 2,28 m
- 1998:  Memorial Van Damme - 2,20 m

- World Athletics: 14217338
- Virtual International Authority File: 307175005